# Ким Вумин
Ким Вумин (кореј. 김우민, романизовано Kim Woo-min; 24. август 2001) јужнокорејски је пливач чија ужа специјалност су трке слободним стилом на 800 и 1.500 метара. 

## Спортска каријера
Ким је представљао Јужну Кореју на светском првенству у Квангџуу 2019, где је наступио у квалификационим тркама на 800 слободно (31. место) и 1.500 слободно (28. место).
На митингу светског купа у малим базенима, који је одржан средином новембра у руском Казању, освојио је бронзану медаљу у трци на 1.500 метара слободним стилом. 